# Guillem Rovirosa i Albet
Guillem Rovirosa i Albet (Vilanova i la Geltrú, Garraf, 4 d'agost de 1897 — Madrid, 27 de febrer de 1964) fou un sindicalista, escriptor i propagandista catòlic, fundador de les Germandats Obreres d'Acció Catòlica. Ha estat proclamat servent de Déu per l'Església catòlica, i està en procés de beatificació.

## Biografia
Guillem Rovirosa fou el tercer fill de Josep i Anna, família de pagesos de Vilanova i la Geltrú (nasqué al carrer del Jardí, núm. 31). Als nou anys morí el seu pare i ingressà al col·legi dels escolapis. Començà la carrera d'Enginyeria a Madrid, però en 1915, arran de la mort de la seva mare, tornà a Barcelona i estudià a l'Escola Industrial, on es titulà com a tècnic en electricitat. Cap al 1930, després d'una breu estada a París, fou professor a l'Escola Industrial i es dedicà a fabricar joguines mecàniques, una novetat llavors, amb gran èxit.
Fins al moment no havia tingut inquietuds religioses, mostrant-s'hi indiferent; cap al 1933, de nou a París, on havia venut una patent per al cinema, es convertí al catolicisme, en sentir una prèdica del cardenal Verdier; llegí la Vie de Jésus de François Mauriac i des de llavors, es va fer activista cristià i es lliurà a l'apostolat i promogué la Internacional Obrera Catòlica.
Durant la guerra civil espanyola fou nomenat pels seus companys president del consell obrer de l'empresa on treballava, per la qual cosa, al final de la guerra, fou condemnat a dotze anys de presó. També durant la guerra, mentre estava refugiat amb la seva esposa Caterina Canals, va llegir llibres sobre foment social que el decidiren a fer apostolat entre els obreres.
Alliberat dos anys després, Per això, veient la superficialitat del cristianisme dels obrers, denunciada per Pius XI en 1930, en 1946 fundà les Germandats Obreres d'Acció Catòlica (o GOAC, més conegudes per les sigles del seu nom castellà, HOAC) per vincular Església i classe obrera. Pretenia formar militants cristians amb consciència de classe, que no se supeditessin als empresaris ni a l'Església oficial vinculada al franquisme, intentant trobar una alternativa al capitalisme i al comunisme. La seva personalitat es destacava per la seva dialèctica en el camp social i el seu arborament místic que suggestionava la gent. Fou l'iniciador del comunitarisme, del que publicà el manifest en 1948: proposava la baes evangèlica que, en cas de necessitat, els béns havien de ser comuns. Les autoritats no van acceptar aquesta teoria i van prohibir la circulació del manifest.
També va participar en la formació del Moviment Cultural Cristià. Dedicat totalment a les GOAC, va recórrer Espanya fent cursos i jornades sobre elles. La seva actitud va provocar que fos mal vist per la jerarquia eclesiàstica i per les autoritats civils, per la qual cosa s'apartà de la direcció de les GOAC.
El 1957 fou atropellat per un tramvia i se li amputà una cama. Visqué, des de llavors, al monestir de Montserrat. Fundà l'editorial ZYX amb altres militants; morí llavors a Madrid, en 1964, a causa d'una embòlia cerebral.
Publicà, entre d'altres, Cooperativismo integral (1959), El primer traidor cristiano, Judas de Keriot, el apóstol (1962) i El primer santo cristiano, Dimas el ladrón (1962).
Fou sebollit al cementiri de l'Almudena de Madrid. La seva causa de beatificació començà en Madrid el 9 de maig de 2003, essent proclamat servent de Déu.